# Tiny Toon Adventures: Buster’s Hidden Treasure
«Tiny Toon Adventures: Buster’s Hidden Treasure» — видеоигра по мотивам мультсериала Tiny Toon Adventures, выпущенная для консоли Sega Mega Drive/Genesis в 1993 году компанией Konami. Это третья компьютерная игра по мотивам мультсериала Tiny Toon, первая — Tiny Toon Adventures, была издана для приставки Nintendo Entertainment System в 1991 году.

## Игровой процесс
Игрок управляет персонажем-кроликом по имени Бастер Банни, который отправляется спасать свою подругу Бэбс Банни, похищенную Монтаной Максом, а также найти сокровища, которые похитил и спрятал Доктор Джим Сплайсер. В отличие от предыдущей игры, «Tiny Toon Adventures», вся игра ведётся только кроликом.
Всего в игре 27 (но есть и бонусный уровень) полноценных уровней, которые располагаются в различных географических регионах игрового мира: леса, снега, горы, острова и другие. Незамысловатая карта прилагается. Некоторые из уровней можно пройти разными путями. 5 мини-уровней являются местом сражения с боссом, Доктором Джимом Сплайсером, который использует друзей Бастера против него, загипнотизировав их с помощью специальных устройств. При поражении босса устройство ломается, а друзья переходят на сторону Бастера. В конце уровней «Корабль» и «Страна роботов» игроку предстоит сразиться не с Доктором Джимом, а уже с самим Монтаной Максом.

## Оценки и мнения
| Сводный рейтинг    | Сводный рейтинг |
| Агрегатор          | Оценка          |
| ------------------ | --------------- |
| MobyRank           | 86/100          |
| Иноязычные издания |                 |
| Издание            | Оценка          |
| AllGame            | [ 2 ]           |

Tiny Toon Adventures: Buster’s Hidden Treasure получила позитивные отзывы от журналистов. На сайте MobyGames средняя оценка игры составляет 86 баллов из 100 возможных.
На сайте AllGame игре была выставлена оценка 4 звезды из 5.